# Echinomuricea philippinensis
Echinomuricea philippinensis is een zachte koraalsoort uit de familie Plexauridae. De koraalsoort komt uit het geslacht Echinomuricea. Echinomuricea philippinensis werd in 1889 voor het eerst wetenschappelijk beschreven door Hedlund. 